# Święty Wojciech (Poznań)

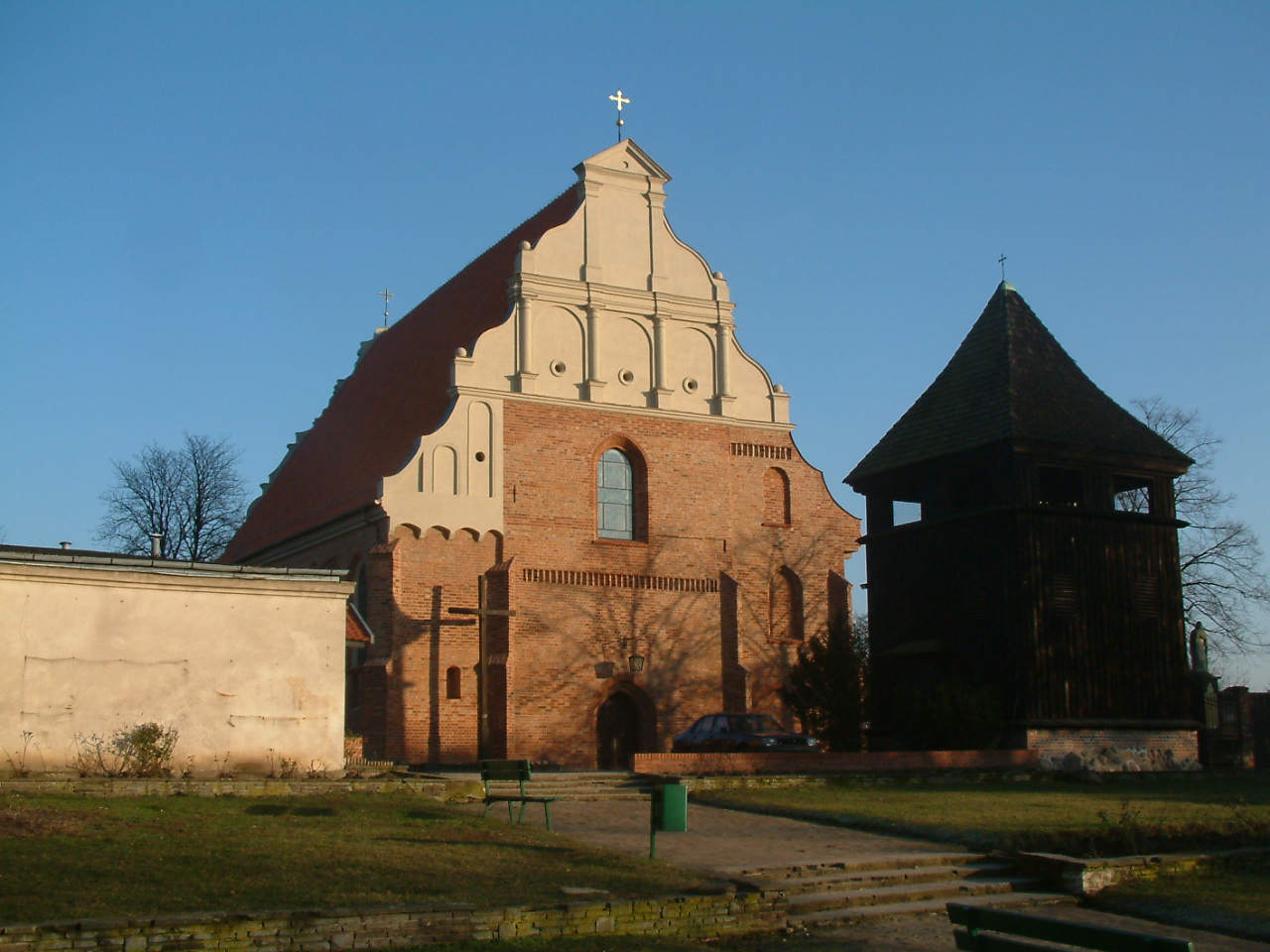
Kościół św. Wojciecha

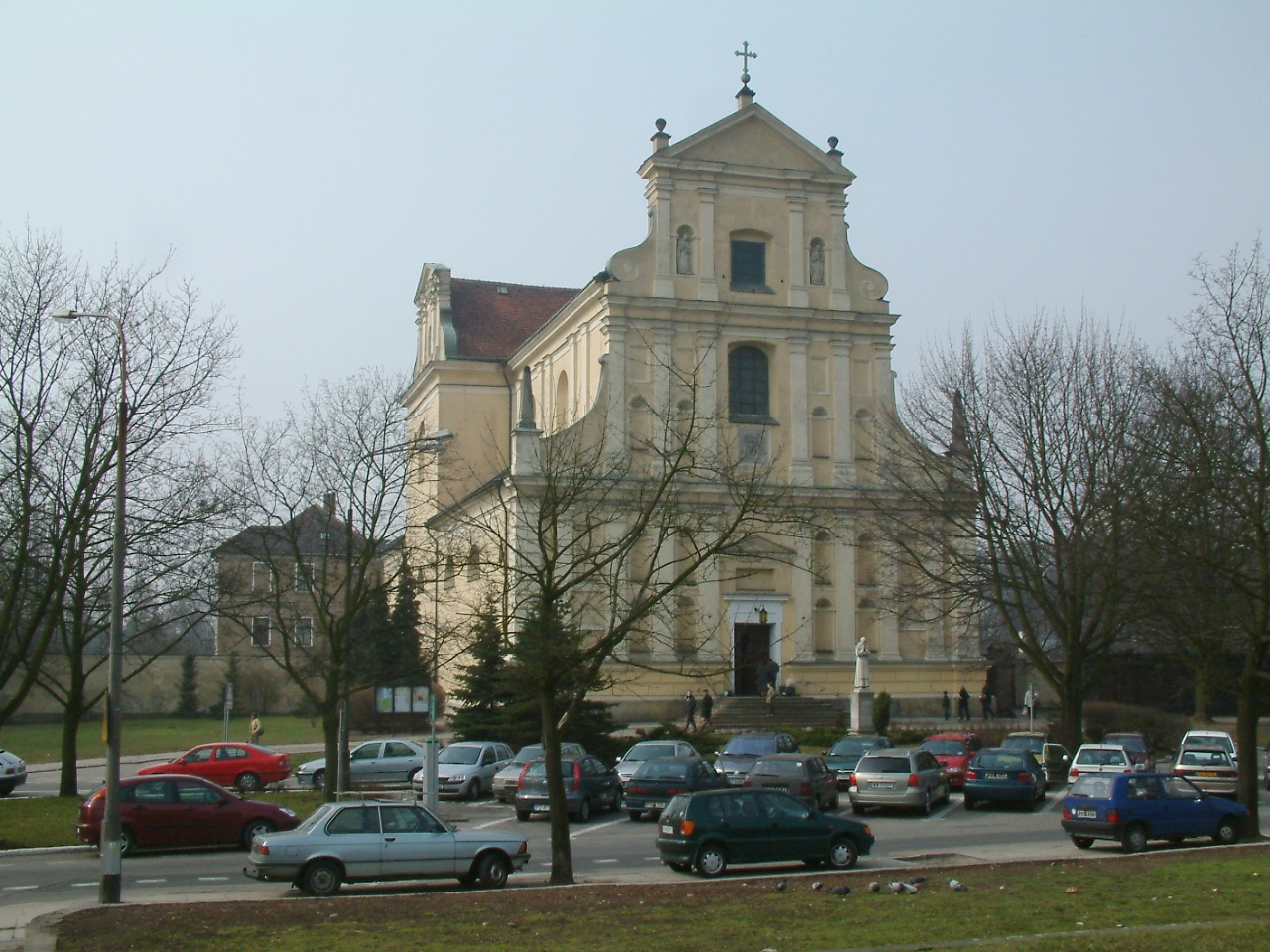
Kościół św. Józefa

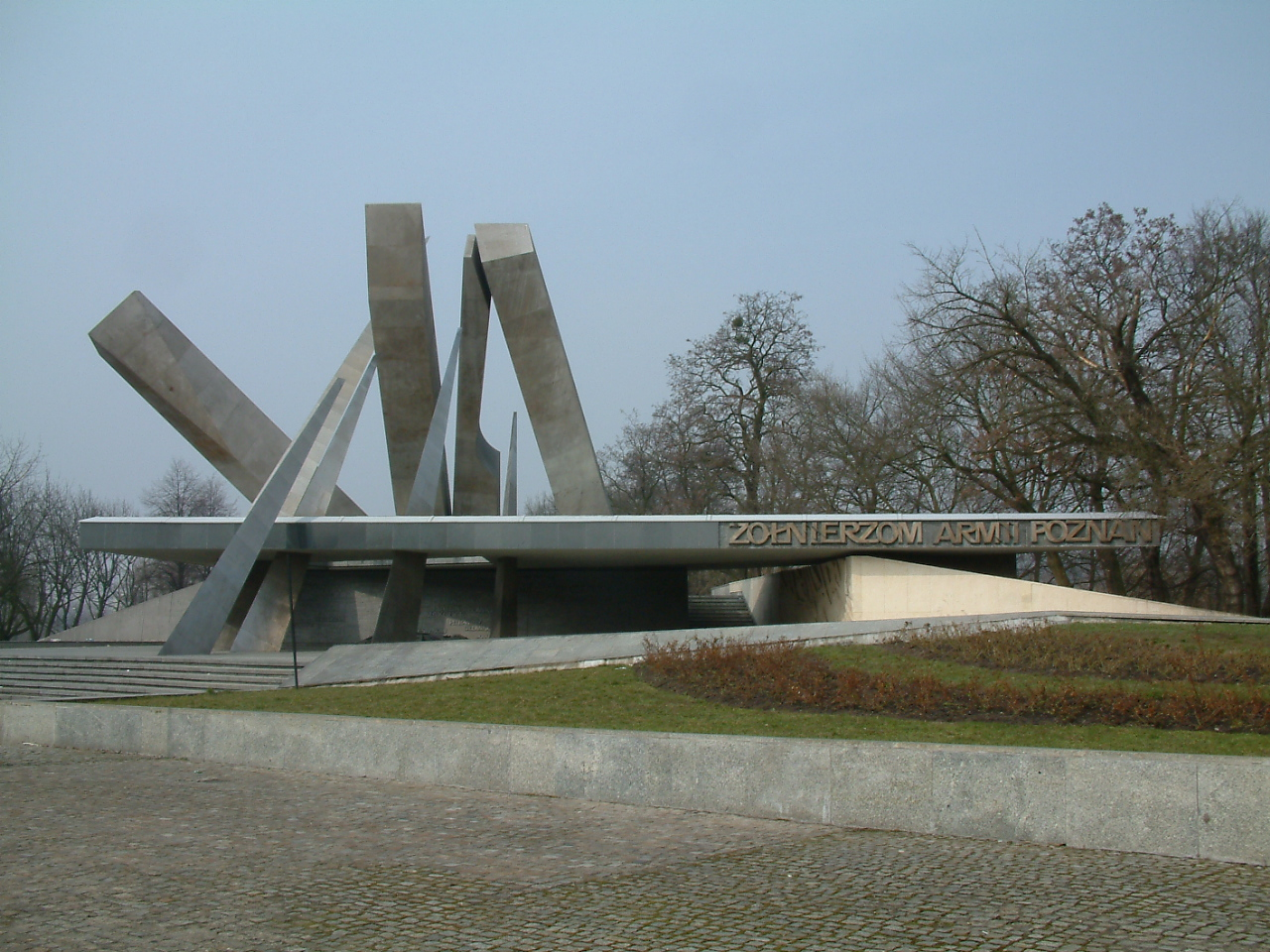
Pomnik Armii Poznań

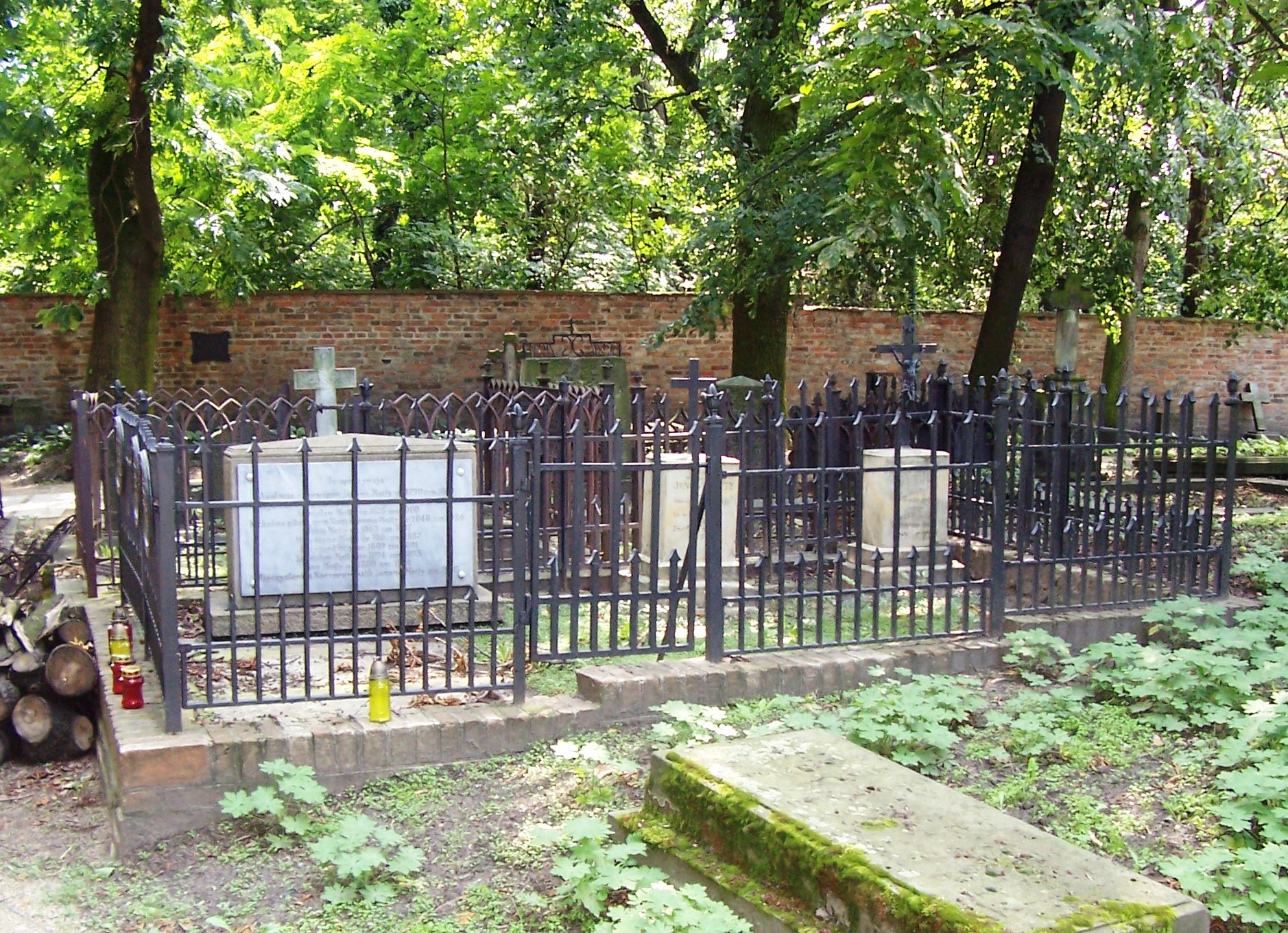
Cmentarz Zasłużonych Wielkopolan

Święty Wojciech – część Poznania, w obrębie Osiedla Stare Miasto, znajdująca się na północ od Starego Miasta, na niewielkim wzniesieniu (Wzgórze Św. Wojciecha) w stosunku do okolic Starego Rynku. Za dzielnicę Święty Wojciech uważa się teren przy ulicach: Święty Wojciech, Działowej, Wolnicy i Księcia Józefa.

## Historia
Prawdopodobnie już w XI w. istniała tutaj osada książęca. W 1244 Przemysł I wymienił wzgórze na osadę przy kościele św. Gotarda, co umożliwiło lokację Poznania na obecnym miejscu w 1253. Od XIII w. Święty Wojciech był osadą z własnymi władzami – burmistrzem, rajcami i ławnikami. W późniejszych wiekach rozwinęło się tutaj znacząco rzemiosło służebne wobec Poznania, m.in. był tutaj browar i gorzelnia. W 1592 powstał cmentarz ewangelicki (dysydencki). W granice Poznania włączone w 1797. W 1793 liczyło 37 domów mieszczan. W XIX i XX w. dzielnicę zabudowano kamienicami, które po II wojnie światowej uległy częściowemu zniszczeniu i zostały zastąpione architekturą socrealistyczną, odnowioną od strony ul. Wolnica przez władze miejskie w początku XXI w., z zachowaniem cech stylowych.

## Walory historyczne i krajobrazowe
Święty Wojciech jest jedną z tych enklaw Poznania, gdzie zachował się unikatowy klimat historyczny i kulturowy, podkreślony przez wysokiej wartości zabytki, nekropolie i starą zieleń.
Obiekty w obrębie dzielnicy to:
- Kościół św. Wojciecha w Poznaniu wraz z kryptą zasłużonych i drewnianą dzwonnicą – gotycko-renesansowy (wcześniej romański) z XIII w. (przebudowy z XVI, XVII, XVIII, XIX w.),
- Kościół św. Józefa i klasztor karmelitów bosych w Poznaniu – barokowy z około 1635–1644,
- Klasztor karmelitanek bosych w Poznaniu (1945),
- Pomnik stulecia Polskiego Towarzystwa Krajoznawczego (2006),
- Pomnik Wojciecha Szczęsnego Kaczmarka (2011),
- Cmentarz Zasłużonych Wielkopolan,
- Pomnik Armii Poznań,
- Lodowisko Bogdanka.

Teren dzielnicy jest popularnym miejscem spacerów mieszkańców Poznania. Marcin Libicki uważa Wzgórze Św. Wojciecha za jedno z najładniejszych miejsc w Poznaniu, natomiast architekt Stanisław Sipiński twierdzi, że jest to miejsce unikatowe w skali europejskiej, mające klimat miast włoskich.